# Railway Exchange Building (Muskogee)
El Railway Exchange Building es un rascacielos histórico ubicado en la esquina de las calles Second y Courten de la ciudad de Muskogee, en el estado de Oklahoma (Estados Unidos). Fue construido en 1912

## Historia
El edificio fue inaugurado en 1912. Es uno de los cinco rascacielos de esa ciudad construido a principios de los años 1910 y desde 1982 está incluido en el Registro Nacional de Lugares Históricos (NRHP) como parte del estudio de Recursos Temáticos de Rascacielos de Muskogee antes de la Gran Depresión. Los otros son el Manhattan Building, el Severs Hotel, el Surety Building y el Baltimore Hotel.

## Arquitectura
Este edificio comparte ciertas características con los demás enumerados anteriormente. Su arquitectura representa la Escuela de Chicago como una forma rectangular, un techo plano, una base de dos pisos con grandes ventanales, ladrillos rojos y mampostería, y ventanas de los pisos superiores dispuestas en bandas verticales, separadas por parteluces de estilo pilastra.

## Inquilinos notables
El Railway Exchange Building de 8 pisos se construyó para albergar las oficinas de la empresa ferroviaria. Más tarde, se utilizó para oficinas del condado de Muskogee. En febrero de 1983, cuando se presentó la solicitud de inclusión en el NRHP, era propiedad del Estado de Oklahoma, que lo utilizó como edificio de oficinas. También albergó a Connors State College antes de que la escuela se trasladara al campus de Muskogee de la Northeastern State University. Un artículo de noticias de 2012 indicó que el edificio había sido desocupado en diciembre de 2011.

## Estado
Los planes para renovar este edificio histórico con otro propósito se suspendieron indefinidamente en 2016, porque el estado ha dejado de otorgar subvenciones para tales renovaciones debido a su déficit presupuestario.